# فرقة العمل المعنية بالصحة العالمية
فرقة العمل المعنية بالصحة العالمية هي منظمة دولية، غير ربحية، تعمل على تحسين صحة الأشخاص الأكثر احتياجاً، في البلدان النامية بالمقام الأول. أسسها رائد الصحة العالمية، الدكتور ويليام فويج عام 1984، تتكون فرقة العمل من ثمانية برامج تركز على، الأمراض المدارية المهملة، اللقاحات، الوبائيات الحقلية، نظم معلومات الصحة العامة، وتطوير القوى العاملة الصحية.هذه البرامج تشمل مشروع القوى العاملة الصحية  الإفريقية، مركز المساواة في اللقاحات، أطفال بلا ديدان، المبادرة الدولية لمكافحة التراخوما، برنامج تبرعات ميكتيزان، مركز دعم الأمراض المدارية المهملة، معهد نظم معلومات الصحة العامة، وبرامج التدريب في الوبائيات وشبكة تدخلات الصحة العمومية. تعمل فرقة العمل بالشراكة مع وزارات الصحة ومئات المنظمات، بما في ذلك شركات أدوية كبرى والتي تتبرع بأدوية أساسية قيمتها مليارات الدولارات سنوياً. تتضمن قائمة المتبرعون الكبار، مؤسسة بيل ومليندا غيتس، ومراكز مكافحة الأمراض واتقائها، ومنظمة الصحة العالمية، ومؤسسة روبرت وود جونسون، ومؤسسة دي بومون، والوكالة الأمريكية للتنمية الدولية، الوكالة الدولية لإنقاذ البصر (سايتسيفرز)، وفايزر، وميرك آند كو، وجونسون آند جونسون، وجلاكسو سميث كلاين. تنتسب فرقة العمل إلى جامعة إيموري، ومقرها في ديكاتور، جورجيا، مدينة في أتلانتا، ولديها مكاتب إقليمية في جواتيمالا وإثيوبيا. تدعم فرقة العمل حالياً العمل في 154 بلد.

## حائزعلى جائزة كونراد إن هيلتون الإنسانية لعام 2016
فازت فرقة العمل المعنية بالصحة العالمية بجائزة كونراد إن هيلتون الإنسانية لعام 2016، خلال ندوة «مستقبل العمل الإنساني» التي عقدت في والدورف أستوريا، في نيويورك. تم اختيار فرقة العمل من قِبل هيئة مستقلة من المحلفين الدوليين «لمساهمتهم في تحسين صحة الأشخاص الذين يعيشون في فقر مدقع».

## التاريخ
شارك في تأسيس المنظمة رائد الصحة العالمية والمدير السابق لمركز مكافحة الأمراض واتقائها، الدكتور ويليام فويج، واثنان من زملائه السابقين في مركز مكافحة الأمراض، وهم كارول والترز وبيل واتسون. تأسست عام 1984 تحت اسم فرقة العمل المعنية ببقاء الطفل. بدأت فرقة العمل بالأساس لتعزيز التعاون بين الوكالات الرائدة في مجالات الصحة والتنمية. ومن أجل رفع معدلات التحصين في مرحلة الطفولة، جمعت فرقة العمل سوياً، تحت قيادة الدكتور فويج المنظمات الآتية، مجموعة البنك الدولي، ومؤسسة روكفيلر، وبرنامج الأمم المتحدة الإنمائي، ومنظمة الصحة العالمية، واليونيسف.
كانت نسبة الأطفال الذين يتلقون التطعيمات حول العالم 20% فقط، عام 1984، و 12 ألف طفل كانوا يموتون يومياً، معظمهم من البلدان الأفقر في العالم. رفعت فرقة العمل معدلات التحصين في مرحلة الطفولة إلى نسبة 80% عالمياً، بحلول عام 1990. استخدمت فرقة العمل مصداقيتها وقوتها، منذ ذلك الحين، في التعاون من أجل التأثير إيجابياً على مجموعة واسعة من المشاكل الصحية التي تصيب فقراء العالم.
احتفلت فرقة العمل عام 2015 بمرور 30 عام من المساهمات في الصحة العالمية، في حدث تواجد فيه رئيس مجموعة البنك الدولي، جيم يونج كيم.

## العمل
تعمل فرقة العمل مع مئات الشركاء للسيطرة والقضاء على الأمراض المدارية المهملة، ولزيادة إمكانية الحصول على الأدوية واللقاحات لعلاج كلاً من، السل المقاوم للأدوية المتعددة، شلل الأطفال، الإنفلونزا، والكوليرا. بدايةً من برنامج توفير دواء ميكتيزان، يرجع الفضل إلى فرقة العمل، لأنها عملت مع شركات الصناعات الدوائية ليتبرعوا سنوياً بأدوية أساسية في مكافحة والقضاء على الأمراض المدارية المهملة، قيمتها مليارات الدولارات.
التعاون، المساواة الصحية، والعدالة الاجتماعية هم حجر الزاوية لكل برامج فرقة العمل. تعتبر المنظمة شريك أساسي في الجهود العالمية للقضاء على ثلاثة أمراض مدارية مهملة بحلول عام 2025 - التراخوما المسببة للعمى، العمى النهري، وداء الفيل- والتي تهدد مئات الملايين من الأشخاص كل عام بالعمى، والتشوه والموت.
تعد تكنولوجيا المعلومات والمختبرات أدوات حيوية في أعمال فرقة العمل لمكافحة والقضاء على الأمراض، وزيادة إمكانية الحصول على رعاية صحية جيدة للأشخاص في البلدان النامية. تستخدم فوقة العمل نظام جمع بيانات مستند إلى الهاتف الذكي لوضع خريطة توضح انتشار الأمراض المدارية، لتحديد أماكن تنفيذ التدخلات. يستخدم النظام تكنولوجيا جزيئية محمولة وأنظمة قائمة على الكمبيوتر اللوحي، لاكتشاف وتشخيص الأمراض المدارية المهملة داخل الحيز السكاني. ويستخدم أيضاً تقنيات متنوعة لمساعدة الدول النامية في إدارة الرعاية الصحية للقوى العاملة، من أجل توفير الاحتياجات الصحية للسكان.
تم تعيين معهد نظم معلومات الصحة العامة التابع لفرقة العمل عام 2015، شريكاً في مبادرة 'برنامج مراقبة صحة الطفل والحد من الوفيات' التي مولتها مؤسسة بيل ومليندا غيتس، وتهدف المبادرة إلى فهم ومواجهة أسباب وفيات الأطفال تحت عمر 5 سنوات في البلدان النامية.
ساعدت فرقة العمل في بدء برنامج الجسر الرقمي، والذي يطور نظام إلكتروني للإبلاغ عن الحالات، لتحسين تبادل المعلومات بين قطاعات الصحة العامة والرعاية الصحية.

## النمو والمستقبل
توصلت فرقة العمل عام 2016 إلى اتفاق لشراء مبنى حكومي في مقاطعة ديكالب في وسط مدينة ديكاتور، ليصبح مقر رئيسي أكبر. وقد بدأت فرقة العمل بالبحث فيما يمكن أن تفعله، للمساعدة في  مواجهة الوباء المتزايد للأمراض غير السارية في البلدان النامية.